# Mikołaj Majewski
Mikołaj Teodor Majewski (ur. 9 listopada?/21 listopada 1880 w Kuźniecku, w guberni saratowskiej, zm. 14 września 1944) – generał brygady Wojska Polskiego, kawaler Orderu Virtuti Militari.

## Życiorys
Mikołaj Teodor Majewski urodził się 21 listopada 1880 w Kuźniecku, w ówczesnej guberni saratowskiej, w rodzinie Erazma i Anieli z Nehrebeckich. 31 sierpnia 1899 rozpoczął służbę w Armii Imperium Rosyjskiego. Po ukończeniu Korpusu Kadetów i Michajłowskiej Szkoły Artylerii w Petersburgu w 1901, będąc podporucznikiem, pełnił służbę w 7 Brygadzie Artylerii w Tambowie. Ukończył dziewięciomiesięczny kurs szermierki.
Brał udział w wojnie rosyjsko-japońskiej w latach 1904–1905. W czasie I wojny światowej do kwietnia 1915 przebywał na froncie dowodząc baterią artylerii. Z powodu odniesionych ran podczas walk w styczniu 1917, w stopniu pułkownika, został przeniesiony w stan spoczynku. W grudniu 1917 ponownie przyjęto go do służby czynnej w 7 Brygadzie Artylerii, powierzając mu w styczniu 1918 dowodzenie polską baterią artylerii konnej. Aresztowany przez bolszewików, zbiegł podczas transportu do Płoskirowa na Podolu. W lutym przedostał się do Odessy i stamtąd wyjechał do Francji, gdzie wstąpił do Armii Polskiej.
Wykorzystując zdobytą wiedzę i doświadczenie, brał udział w organizowaniu polskich jednostek i ich szkoleniu. W sierpniu 1918 został zastępcą dowódcy Obozu Wojska Polskiego, a następnie dowódcą Wyższej Szkoły Wojska Polskiego. W listopadzie 1918 objął funkcję komendanta Kwatery Głównej Naczelnego Dowództwa WP w Paryżu, a dwa miesiące później dowódcy Centrum Wyszkolenia Kawalerii, Artylerii i Inżynierii. 6 stycznia 1919 został dowódcą instrukcyjnego (szkolnego) pułku artylerii w składzie Dywizji Instrukcyjnej. 2 kwietnia 1919 został wyznaczony rozkazem gen. Józefa Hallera na stanowisko dowódcy 3 pułku artylerii polowej, na czele którego powrócił do kraju.
We wrześniu 1919 ukończył kurs czołgów w Łodzi, a w marcu 1920 – VIII kurs w Centrum Studiów Artyleryjskich w Warszawie. Od listopada do sierpnia 1920 dowodził m.in. 113 Brygadą Artylerii w Grupie Taktycznej gen. Louisa Bonnina, 11 Kresowym pułkiem artylerii polowej oraz – w zastępstwie – 11 Brygadą Artylerii. 7 sierpnia 1920 powierzono mu dowodzenie 13 Brygadą Artylerii.
W lutym 1921 ukończył miesięczny kurs dowódców pułków i brygad we Lwowie. Od lutego do kwietnia 1921 pełnił obowiązki – w zastępstwie – dowódcy 13 Dywizji Piechoty. 28 lipca 1921 został zwolniony ze stanowiska dowódcy 13 BA i wyznaczony na stanowisko dowódcy Szkoły Podchorążych Artylerii w Poznaniu, a następnie komendanta Obozu Szkół Artylerii w Toruniu. W marcu 1923 został szefem artylerii i uzbrojenia Dowództwa Okręgu Korpusu Nr III w Grodnie. W okresie od 1 grudnia 1924 do 20 sierpnia 1925 był słuchaczem II Kursu Centrum Wyższych Studiów Wojskowych w Warszawie. We wrześniu 1925 został mianowany dowódcą 18 Dywizji Piechoty. 28 stycznia 1929 zwolniony został ze stanowiska dowódcy 18 DP i mianowany dowódcą 6 Grupy Artylerii we Lwowie. Na tym stanowisku pozostał do końca służby.
31 marca 1930 został przeniesiony w stan spoczynku. Mieszkał w Warszawie. Został osadnikiem wojskowym w powiecie grodzieńskim.
Zginął 14 września 1944 w powstaniu warszawskim podczas bombardowania Szpitala Ujazdowskiego. Po ekshumowaniu jego szczątki zostały złożone na cmentarzu Wolskim w Warszawie. Na Cmentarzu Wojskowym na Powązkach w Warszawie znajduje się jego symboliczny grób (kwatera A36-4-26). Był żonaty z Marią Niezielińską, miał syna Czesława.

## Awanse
- podporucznik – sierpień 1901
- porucznik – wrzesień 1904
- kapitan – wrzesień 1905
- podpułkownik – luty 1918
- pułkownik – marzec 1919
- generał brygady  – maj 1922

## Ordery i odznaczenia
- Krzyż Komandorski Orderu Odrodzenia Polski (2 maja 1923)[5][6]
- Krzyż Srebrny Orderu Wojskowego Virtuti Militari[7]
- Krzyż Walecznych – dwukrotnie (po raz pierwszy w 1921)[8]
- Medal Pamiątkowy za Wojnę 1918–1921
- Medal Dziesięciolecia Odzyskanej Niepodległości
- Oficer Legii Honorowej (Francja)
- Medal międzysojuszniczy „Médaille Interalliée”